# فازئولین (پتروکارپان)
فازئولین (پتروکارپان) (به انگلیسی: Phaseolin (pterocarpan)) یک ترکیب شیمیایی با شناسه پاب‌کم ۹۱۵۷۲ است. 